# Milos flygplats
Milos flygplats är en flygplats i Grekland.   Den ligger i prefekturen Kykladerna och regionen Sydegeiska öarna, i den sydöstra delen av landet, 160 km söder om huvudstaden Aten. Milos flygplats ligger 4 meter över havet. Den ligger på ön Milos Island.